# Listaszínezés

A K_{3,27} teljes páros gráf egy listaszínezése csúcsonként három színnel. A három középső csúcsnak bármilyen színeket is választunk, a külső 27 csúcs valamelyikét nem sikerül majd kiszínezni, amiből sejthető, hogy a K_{3,27} listakromatikus száma legalább 4.

A gráfelméletben a listaszínezés a gráfok színezésének egy fajtája, ahol a gráf csúcsaihoz adott elemszámú listákról választott színeket rendelnek. Az 1970-es években egymástól függetlenül Vizing és Erdős–Rubin–Taylor vezette be.

## Definíció
Egy G gráf minden {\displaystyle v\in V(G)} csúcsához legyen adott egy {\displaystyle L(v)} színlista. Ekkor a listaszínezés olyan kiválasztási függvény, ami minden v csúcsot egy az L(v) listán szereplő színhez rendel. Ahogy a gráfok színezésénél megszokott, a listaszínezésnél is általában a „jó” színezéseket vesszük figyelembe, tehát ahol az egy élre illeszkedő csúcsok nem azonos színűek.
A G gráf {\displaystyle ch(G)}-vel jelölt listakromatikus száma vagy listaszínezési száma az a legkisebb k pozitív egész szám, amire fennáll, hogy akárhogyan adunk meg a csúcsokhoz olyan {\displaystyle L(v)} listákat, amikre {\displaystyle L(v)\geq k} teljesül, G színezhető lesz az adott listákról.
Egy G gráf pontosan akkor k-listaszínezhető (k-choosable, k-list-colorable), ha a csúcsokhoz k színből álló listák tetszőleges hozzárendeléséhez tartozik jó listaszínezés. A G gráf {\displaystyle ch(G)}-vel jelölt listakromatikus száma vagy listaszínezési száma (choosability, list colorability, list chromatic number) az a legkisebb k pozitív egész szám, amire fennáll, hogy G k-listaszínezhető.
Általánosabban, ha egy f függvény minden v csúcshoz egy f(v) pozitív egész számot rendel, a G gráf f-listaszínezhető, ha létezik listaszínezése, bárhogy is rendelünk minden v csúcshoz egy f(v) színből álló listát. Amennyiben {\displaystyle f(v)=k} a gráf minden v csúcsára, az f-listaszínezhetőség megegyezik a k-listaszínezhetőséggel.

## Tulajdonságok
Egy G gráfra jelölje χ(G) a gráf kromatikus számát, Δ(G) pedig G maximális fokszámát. Ekkor a ch(G) listakromatikus számára a következők igazak.
1. ch(G) ≥ χ(G). Egy k-listaszínezhető gráfnak mindig van olyan listaszínezése, amiben minden csúcshoz ugyanazt a k színből álló listát rendeljük, ami egybeesik a szokásos k-színezéssel.
2. ch(G) nem korlátozott a kromatikus szám függvényében, tehát nincs olyan f függvény, melyre ch(G) ≤ f(χ(G)) tetszőleges G gráfra. Ahogy a teljes páros gráf példája mutatja, léteznek olyan gráfok, melyekben χ(G) = 2 de ch(G) tetszőlegesen nagy.[5]
3. ch(G) ≤ χ(G) ln(n), ahol n a G csúcsainak száma.[6][7]
4. ch(G) ≤ Δ(G) + 1.[1][2]
5. ch(G) ≤ 5, ha G síkbarajzolható gráf.[8]
6. ch(G) ≤ 3, ha G páros síkbarajzolható gráf.[9]

## Listaszínezési tételek
Tétel: Tetszőleges G gráfra igaz, hogy a {\displaystyle ch(G)\geq \chi (G)}, ahol {\displaystyle \chi (G)} a G gráf kromatikus száma.
Bizonyítás: Ha minden lista azonos, az éppen azt jelenti, hogy G színezhető annyi színnel, amennyi a listákon szerepel. Ebből adódik, hogy egyforma listák esetén a listaméret legalább {\displaystyle \chi (G)} legyen ahhoz, hogy a gráf színezhető legyen az adott listákról.
Tétel: Tetszőleges G gráfra {\displaystyle ch(G)\leq \Delta (G)+1}, ahol {\displaystyle \Delta (G)} a G gráf maximális fokszámát jelöli.
Bizonyítás: Színezzük a csúcsokat a mohó algoritmus segítségével. Ezt olyan módon tehetjük meg, hogy egy adott csúcs listájáról tetszőlegesen választunk egy olyan színt, amely a szomszédságában még nem fordult elő. Mivel minden csúcs szomszédsága legfeljebb {\displaystyle \Delta (G)}, ha minden listán legalább eggyel több szín van, akkor az eljárás végigfut.
Tétel: Minden {\displaystyle k\geq 2} pozitív egészhez létezik olyan G páros gráf, amire {\displaystyle ch(G)>k}.
Bizonyítás: Tekintsük a {\displaystyle G=K_{{\binom {2k-1}{k}},{\binom {2k-1}{k}}}} teljes páros gráfot! Megmutatjuk, hogy megadhatók olyan k elemű listák, amikről választva G nem színezhető jól.
Vegyük a színeknek egy 2k-1 elemű halmazát, amelyekből pontosan {\displaystyle {\binom {2k-1}{k}}} különböző k elemű lista készíthető, amiket rendeljünk hozzá a {\displaystyle K_{{\binom {2k-1}{k}},{\binom {2k-1}{k}}}} gráf mindkét színosztályának pontosan egy csúcsához. Most megmutatjuk, hogy ezen listákról nem adható a gráf csúcsainak jó színezése. Indirekt tegyük fel, hogy mégis létezik jó színezés. Ekkor a gráf csúcsainak egyik maximális független halmazának színezésében legalább k színt kellett használnunk, hiszen ha legfeljebb (k-1)-et használtunk volna, akkor lenne k olyan szín, amelynek egyikét sem használtuk itt, azonban ez a k szín éppen az adott független halmaz egyik pontjához rendelt színlista k eleme, így a pontot nem színezhettük volna szabályosan. Ugyanígy a másik maximális független halmazra. Mivel a két független halmaz között minden lehetséges él be van húzva, ezért legalább 2k különböző színük kellene legyen. Ez azonban nem lehetséges, mert feltettük, hogy 2k-1 különböző színünk van. Így {\displaystyle K_{{\binom {2k-1}{k}},{\binom {2k-1}{k}}}} nem színezhető az adott listákról.

### Példa

teljes páros gráf

Tekintsünk egy több szempontból is nevezetes gráfot, {\displaystyle K_{3,3}}-at!
Állítás: {\displaystyle ch(K_{3,3})>\chi (K_{3,3})}
Bizonyítás: Megmutatjuk, hogy alkalmas választással adhatók {\displaystyle K_{3,3}} csúcsainak olyan listák, amelyekről a gráf nem színezhető jól. Esetünkben legyenek a csúcsok a, b, c, d, e, f, ahol a, b, c és d, e, f alkossa a két színosztályát a gráfnak. A listák legyenek: {\displaystyle L(a)=L(d):=\{1,2\}}, {\displaystyle L(b)=L(e):=\{1,3\}}, {\displaystyle L(c)=L(f):=\{2,3\}}. Próbáljuk színezni a gráfot a fenti listák segítségével. Feltehetjük, hogy a színe 1 lesz. Ekkor e csúcs színe 3, továbbá c csúcsé 2. Ekkor azonban d-t már nem tudjuk a-tól és c-től is különbözőre kiszínezni. Ezzel az állítást beláttuk.

### Listaszínezési sejtés
Sejtés: Ha G élgráf, akkor {\displaystyle ch(G)=\chi (G)}.
Máig megoldatlan a kérdés, azonban létezik egy speciális esete, amit Fred Galvin bizonyított és tartalmazza az úgynevezett Dinitz-problémát.

### Galvin tétele
Tétel: Ha G páros gráf, akkor {\displaystyle ch(L(G))=\chi (L(G))}.
Megjegyzés: L(G) jelöli a G gráf élgráfját.